# 花山院親家
花山院 親家（かさんのいん ちかいえ、1878年（明治11年）12月13日 - 1924年（大正13年）3月11日）は、明治から大正期の華族。貴族院侯爵議員。旧姓・堀河。花山院家35代目当主。

## 経歴
華族・堀河康隆の七男として生まれ、花山院忠遠の養子となる。養父の死去に伴い、1895年（明治28年）12月23日、侯爵を襲爵。1903年（明治36年）12月12日、満25歳となり貴族院侯爵議員に就任。研究会に所属し死去するまで在任した。
大日本製菓取締役を務め、1924年3月、病のため鎌倉の自宅で死去した。

## 栄典
- 1906年（明治39年）1月20日 - 従四位[7]

## 親族
- 妻 花山院正子（中山孝麿長女、のち離縁）・花山院と志（青地伴三郎三女）[1]
- 嗣子 花山院親忠（侯爵、春日大社宮司）[1]
- 娘 花山院千枝子（松屋呉服店・松屋社長 古屋祐次郎（3代目古屋徳兵衛）夫人）
- 兄 南岩倉具威（男爵）・堀河護麿（子爵）[1]